# Paenoppia forficula
Paenoppia forficula är en kvalsterart som beskrevs av Tyler A. Woolley och Harold G. Higgins 1965. Paenoppia forficula ingår i släktet Paenoppia och familjen Metrioppiidae. Inga underarter finns listade i Catalogue of Life.